# 克山病
克山病（くーしゃんびょう、こくさんびょう、こくざんびょう、英: Keshan disease）とは、セレン欠乏によって生じる心筋障害を主徴とした疾患。1935年に中国黒竜江省克山県で初めて発見され、県名にちなんで名づけられた。